# Lars-Erik Säll
Lars-Erik Säll född 29 november 1943 är en svensk handbollstränare som numera har slutat som tränare.

## Karriär
Lars-Erik Säll började sin karriär som tränare för Västra Frölunda IF, som han har tränat i flera omgångar. 1970 tog sig Västra Frölunda IF tillbaka till handbollallsvenskan efter att ha varit nere i div IV och vänt. Efter avancemanget tog Lars-Erik Säll över ungdomssektionen. Västra Frölunda sysslade också med systemspel. Lars-Erik Säll skrev också några skrifter om system i handbollen :"Metodisk inlärning av ett grundspel i handboll". Denna skrift gavs ut av Västra Frölunda 1981. Frölunda spelade i allsvenskan 1970-1988. 
Lars-Erik Säll var förutom sina tränaruppdrag också aktiv styrelsemedlem i Västra Frölunda. Under 1980-talet var han under några år rektor för GIH:s handbollslinje. Samtidigt var han var förbundskapten för Sverige damlandslag.  De tre åren med Lars-Erik Säll som förbundskapten lade grunden för att damlandslaget 1990 kunde ta sig till ett världsmästerskap. Samtidigt som han tränade A-landslaget hade han ansvar för dam U-landslaget. Säll tränade  Sävehofs damer under en säsong 1991-1992. 2014 valdes Lars-Erik Säll in i "Idrottens Hall of fame" i Göteborg.

### Tränaruppdrag
- Västra Frölunda IF 1968-1970 A-laget
- Västra Frölunda IF 1982-1983 (under resten av 1980-talet kassör,sekreterarare och tävlingsansvarig i föreningen)
- Förbundskapten för Sveriges damlandslag i handboll 1986-1989
- IK Sävehof damlaget 1991-1992